# Rhacophorus bengkuluensis
Rhacophorus bengkuluensis es una especie de rana de la familia Rhacophoridae.

## Distribución geográfica
Es endémica del sur de la isla de Sumatra.